# تاتيانا شميغا
تاتيانا شميغا (ولدت في ديسمبر31, 1928 وتوفيت فبراير 3, 2011) (بالروسية: Шмыга, Татьяна Ивановна) هي مغنية اوبريت روسية.

## مسيرتها
قالت مغنية الاوبريت تاتيانا شميغا مرة لاحد الصحفيين الذي طلبها بان تتحدث عن سيرة حياتها قالت:«ليست لدي اية سيرة... تكمن سيرتي في ادوار قمت بادائها».
نادرما ما يمكن ان يلقى المرء في عالم المسرح ممثلة بهذه الدرجة من التواضع لا تولي اهتماما بامورلا علاقة لها بالفن. وكان أبواها من ذوي الثقافة والادب. لكنهما لم يمارسا الفنون. فأبوها هو مهندس. اما امها فكانت طيلة حياتها تقوم بتدبير الشؤون المنزلية أو بالاحرى ربة بيت.
ارادت تاتيانا اولا ان تصبح حقوقية، لكنها ولعت في المدرسة بالفن الغنائي والرقص وبدأت تتلقى دروس الغناء الخاصة على ايدي الاساتذة والتحقت بعد انهاء المدرسة الثانوية بكلية تابعة لكونسرفتوار موسكو. فوجهت إليها وزارة السينما السوفيتية دعوة لتكون مغنية في فرقة موسيقية تابعة لها. وقدمت تاتيانا أول أغنية لها على خشبة إحدى دور السينما في موسكو قبل عرض الفيلم.
والتحقت تاتيانا عام 1947 بكلية غلازونوف الموسيقية المسرحية حيث درست خلال 4 اعوام، ثم درست في المعهد الحكومي للفن المسرحي (غيتيس) حيث تلقت دروس الغناء على يد الفنانة بيلافسكايا ودروس الفن المسرحي على ايدي الفنانين تومانوف وشتين. وتخرجت شميغا من كلية الكوميديا الموسيقية التابعة لغيتيس عام 1953 وذلك بتخصص ممثلة المسرح الموسيقي. وتم قبولها على اثر التخرج من المعهد في فرقة مسرح الاوبريت في موسكو حيث تزوجت كبير المخرجين في المسرح فلاديمير كونديلاكي الذي رشح الممثلة الحسناء لتقوم بأداء الدور الرئيسي في المسرحية الموسيقية «قبلة تشانيتا» ثم في مسرحية «السيرك يضيء الأنوار». وأصبحت شميغا بعد فترة ممثلة رائدة في مسرح الاوبريت. فصارت تحظى بشعية فائقة إلى درجة ان ظهور اسمها في ملصقات الدعاية المسرحية كان يجعل قاعة المسرح تكتظ بالمشاهدين. ومن أشهر ادوارها آنذاك هي دور آديل في مسرحية «الخفاش» ودور فالنتينا في مسرحية «الأرملة الطروب» ودور آنجيليو في مسرحية «الكونت لوكسمبورغ». وتم تكريم شميغا عام 1961 بلقب الفنانة الجديرة في روسيا الاتحادية السوفيتية الاشتراكية.
وفي عام 1962 قامت شميغا لأول مرة بأداء دور سينمائي، وذلك في فيلم «قصة الفرسان» من إخراج إلدار ريازانوف وتألقت شميغا في دور ممثلة فرنسية تدعى جرمون اختطفها الفرسان الروس إبان الحرب مع نابوليون.
منحت شميغا عام 1969 لقب فنانة الشعب في روسيا الاتحادية الاشتراكية السوفيتية، وذلك لقاء تألقها في مسرحيات «مسابقة الجمال» و«شجرة السنط» و«فالس سواستوبول».
وتعتبر تاتيانا شميغا أول ممثلة لمسرح الاوبريت نالت لقب فنانة الشعب في الاتحاد السوفيتي. كما انها حازت على جائزة غلينكا الحكومية ومنحت اوسمة «الشرف» والراية الحمراء«والاستحقاق الوطني من الدرجة الثالثة».
وطافت شميغا في البلاد كلها. ولا يعرفها الجمهور في روسيا فحسب بل وفي أوكرانيا وكازاخستان وجورجيا وأوزبكستان وبلغاريا وتشيخيا والبرازيل والولايات المتحدة وغيرها من البلدان.
واذا ما كان مسرح الاوبريت بلادة سحرية فتوجد فيها ملكة اسمها تاتيانا شميغا.
توفيت تاتيانا شميغا في 4 فبراير/شباط عام 2011 ودفنت في مقبرة نوفوديفيتشي بموسكو.

## روابط خارجية
- تاتيانا شميغا على موقع IMDb (الإنجليزية)
- تاتيانا شميغا على موقع ميوزك برينز (الإنجليزية)
- تاتيانا شميغا على موقع ديسكوغز (الإنجليزية)
- تاتيانا شميغا على موقع قاعدة بيانات الفيلم (الإنجليزية)
- تاتيانا شميغا على موقع كينوبويسك (الروسية)